# 興澤
興澤（英語：Hing Tsak，代號：L10）是香港屯門區議會下轄的選區，1994年設立，原稱大興北，1999年採用現名，2023年取消，末任區議員為前屯門社區網絡成員曾振興。

## 範圍及名稱
選區位於屯門西北部，以屯門鄧肇堅運動場作中心，包括大興邨北部的興耀樓、興平樓、興輝樓（其餘樓宇則屬於景興選區）和澤豐花園兩個部份。兩邊人口相若，故此名稱亦從兩個屋苑各取出一字而成，與其相連的選區有兆康、翠興、景興及建生，並與新墟選區以屯門河相隔，投票站設於大興體育館。

## 沿革
七十年代末大興邨入伙，1982年區議會選舉，屬屯門西北選區，其後於1985年區議會選舉連同附近範圍劃為雙議席的大興選區，當時由時任屯門西北區議員聶澤棠、參選過1982年屯門西北選區的林銳、未報上政治聯繫的冼爐生、公共房屋政策評議會朱偉彬及本身為中學教師的匯點兼公共房屋政策評議會成員吳明欽競選，最終由吳朱二人各自以多於四千票當選，得票大大多於其他候選人。
1988年區議會選舉，吳明欽及朱偉彬同以匯點的名義爭取連任，但部份屬本區範圍的山景邨附近改劃為雙議席山景選區，吳朱二人仍各自以多於四千票當選，當中吳明欽的4,905票區議會個人得票記錄至2019年區議會選舉方被打破。
1991年區議會選舉，吳明欽改以港同盟身份參選，並且帶領同黨的吳潤清競選，同時亦有馮景光及郭強爭奪，結果繼續由吳明欽以多於四千六百票當選連任，吳潤清得二千九百幾票而當選，另外二人只得一千多票。吳明欽其後更連任區域市政局議員及當選立法局新界西直選議員，成為少有的三料議員，風頭一時無兩。1992年6月22日，吳明欽患病逝世，區議會需於1992年10月11日進行補選以填補其空缺。何杏梅代表港同盟參選是次區議會補選，並以2,355票擊敗另外兩位候選人當選。何杏梅任期雖然不足兩年，但任內曾聯同何俊仁以及時任區議員蔣月蘭等收集居民簽名，要求爭取屯門區內的公屋加裝閉路電視以及大門鐵閘，遏止「屯門色魔」事件再次發生。
1993年港督彭定康推行政改方案改革區議會，取消所有委任議席及雙議席選區，改行單議席單票制，並改由選區分界及選舉事務委員會制定，區議會選區亦隨人口變動而大幅增加，原有雙議席大興選區分拆為以大方街為分界，包括大興邨樓宇組成的大興南及大興北選區，至於石排頭路、震寰路、青松觀路以南一帶則由私人屋苑所組成為澤興選區。
1994年區議會選舉，大興北由民主建港聯盟陳文華以1,002票擊敗港同盟滙點推薦的何杏梅的857票。同時大興南選區亦由有工聯會背景的民建聯成員陳有海勝出，結果大興邨一夜改變為親中派的橋頭堡。
1999年區議會選舉，由於卓爾居入伙，屬澤興選區的澤豐花園與原有大興北選區合併為興澤選區，形成現有模樣，民建聯改派徐帆參選，並與民主黨由大興南轉區參選的吳潤清爭奪，結果徐帆以2,022票多於吳潤清的1,816票而當選。2003年區議會選舉，由徐帆與獨立候選人莊巧怡角逐，結果以六成四得票連任。
2007年區議會選舉，徐帆以七成半得票打敗公民黨對手而連任。2011年區議會選舉，議席由工聯會、民建聯成員徐帆和民主黨成員司徒振邦爭奪，最終徐以七成得票擊敗司徒氏。2008年王國興代表工聯會空降新界西參選，本區劃入工聯會的勢力範圍。2011年區選後因應工聯會、民建聯分家，徐帆只以工聯會身份活動，後來接替李洪森出任工聯會屯門地區服務處主任。2015年區議會選舉，議席由徐帆和傘後組織屯門社區關注組的陳詩雅角逐，結果徐以六成四得票當選。
2019年區議會選舉，角逐連任的徐帆於投票日安排不少義工將長者送往投票站，並派發印有二號及候選人名稱的掌心雷予他們。立場新聞記者當日報道，有長者神情呆滯，被問到投票意向時，表示「我都唔知投邊個」，其後工聯會義工將婆婆推到另一邊，又多次阻止記者訪問該長者；而再次參選區議會選舉的屯門社區網絡成員曾振興，挑戰爭取第五度連任的徐帆，結果曾振興以425票的差距擊敗徐帆，也是首次由非建制派人士奪取該選區議席，結束徐帆二十年的議員生涯。2021年7月，因應政府計劃追討協助民主派初選區議員的酬金津貼傳聞所帶動的區議員辭職潮中，曾振興辭去區議員職務。

## 歷屆議員
為方便比較，以下列表包括大興選區。
| 選區名稱 | 屆別                   | 議員   | 政治聯繫        | 政治聯繫                               | 議員           | 政治聯繫       | 政治聯繫                       |
| -------- | ---------------------- | ------ | --------------- | -------------------------------------- | -------------- | -------------- | ------------------------------ |
| 屯門西北 | 1982年－1985年         | 吳灼棣 |                 | 無黨籍                                 | 聶澤棠         |                | 鄉事派                         |
| 大興     | 1985年－1988年         | 吳明欽 |                 | 公屋評議會/匯 匯點                     | 朱偉彬         |                | 公屋評議會                     |
| 大興     | 1988年－1991年         | 吳明欽 |                 | 公屋評議會/匯 匯點 → 港 港同盟/匯 匯點 | 朱偉彬         |                | 公屋評議會 → 港 港同盟/匯 匯點 |
| 大興     | 1991年－1992年6月22日  | 吳明欽 |                 | 港 港同盟 匯 匯點                      | 吳潤清         |                | 港 港同盟 匯 匯點              |
| 大興     | 1992年10月12日－1994年 | 何杏梅 |                 | 港 港同盟 匯 匯點                      | 吳潤清         |                | 港 港同盟 匯 匯點              |
| 大興北   | 1994年－1999年         | 陳文華 |                 | 民建聯                                 | 定為單議席選區 | 定為單議席選區 | 定為單議席選區                 |
| 興澤     | 2000年－2003年         | 徐帆   | 民建聯 · 工聯會 |                                        | 定為單議席選區 | 定為單議席選區 | 定為單議席選區                 |
| 興澤     | 2004年－2007年         | 徐帆   | 民建聯 · 工聯會 |                                        | 定為單議席選區 | 定為單議席選區 | 定為單議席選區                 |
| 興澤     | 2008年－2011年         | 徐帆   | 民建聯 · 工聯會 |                                        | 定為單議席選區 | 定為單議席選區 | 定為單議席選區                 |
| 興澤     | 2012年－2015年         | 徐帆   |                 | 工聯會                                 | 定為單議席選區 | 定為單議席選區 | 定為單議席選區                 |
| 興澤     | 2016年－2019年         | 徐帆   |                 | 工聯會                                 | 定為單議席選區 | 定為單議席選區 | 定為單議席選區                 |
| 興澤     | 2020年－2021年7月11日  | 曾振興 |                 | 屯 屯門社區網絡                        | 定為單議席選區 | 定為單議席選區 | 定為單議席選區                 |
| 興澤     | 2021年7月12日－2023年  | 懸空   | 懸空            | 懸空                                   | 定為單議席選區 | 定為單議席選區 | 定為單議席選區                 |

## 歷屆選舉結果
| 政党   | 政党         | 候选人    | 票数  | %     | ±      |
| ------ | ------------ | --------- | ----- | ----- | ------ |
|        | 屯門社區網絡 | ①. 曾振興 | 3,815 | 52.95 | 不適用 |
|        | 工聯會       | ②. 徐帆   | 3,390 | 47.05 | ▼17.04 |
| 多数票 | 多数票       | 多数票    | 425   | 5.90  | ▼22.27 |

| 政党   | 政党           | 候选人    | 票数  | %     | ±      |
| ------ | -------------- | --------- | ----- | ----- | ------ |
|        | 屯門社區關注組 | ①. 陳詩雅 | 1,498 | 35.91 | 不適用 |
|        | 工聯會         | ②. 徐帆   | 2,673 | 64.09 | ▼6.64  |
| 多数票 | 多数票         | 多数票    | 1,175 | 28.17 | ▼13.29 |

| 政党   | 政党           | 候选人      | 票数  | %     | ±      |
| ------ | -------------- | ----------- | ----- | ----- | ------ |
|        | 工聯會/ 民建聯 | ①. 徐帆     | 2,513 | 70.73 | ▼4.57‬  |
|        | 民主黨         | ②. 司徒振邦 | 1,040 | 29.27 | 不適用 |
| 多数票 | 多数票         | 多数票      | 1,473‬ | 41.46 | ▼9.15  |

| 政党   | 政党           | 候选人    | 票数  | %     | ±      |
| ------ | -------------- | --------- | ----- | ----- | ------ |
|        | 公民黨         | ①. 李子康 | 875   | 24.70 | 不適用 |
|        | 民建聯/ 工聯會 | ②. 徐帆   | 2,668 | 75.30 | 不適用 |
| 多数票 | 多数票         | 多数票    | 1,793‬ | 50.61 | 不適用 |

| 政党   | 政党   | 候选人    | 票数  | %     | ±      |
| ------ | ------ | --------- | ----- | ----- | ------ |
|        | 民建聯 | ①. 徐帆   | 2,814 | 61.28 | 不適用 |
|        | 無黨派 | ②. 莊巧怡 | 1,564 | 35.72 | 不適用 |
| 多数票 | 多数票 | 多数票    | 1,250 | 25.56 | 不適用 |

| 政党   | 政党   | 候选人    | 票数  | %     | ±      |
| ------ | ------ | --------- | ----- | ----- | ------ |
|        | 民主黨 | ①. 吳潤清 | 1,816 | 47.32 | 不適用 |
|        | 民建聯 | ②. 徐帆   | 2,022 | 52.68 | 不適用 |
| 多数票 | 多数票 | 多数票    | 206‬   | 5.36  | 不適用 |

| 政党   | 政党           | 候选人 | 票数  | %     | ±      |
| ------ | -------------- | ------ | ----- | ----- | ------ |
|        | 民建聯         | 陳文華 | 1,002 | 53.90 | 新選區 |
|        | 港同盟/匯 匯點 | 何杏梅 | 857   | 46.10 | 新選區 |
| 多数票 | 多数票         | 多数票 | 145‬   | 7.80  | 新選區 |

## 資料來源與註釋
1. ↑   (PDF).   [2019-12-05]. （原始内容存档 (PDF)于2019-12-05）.
2. ↑   (PDF). 香港特區政府憲報.   [2019-12-05]. （原始内容 (PDF)存档于2020-08-20）.
3. ↑   (PDF). 香港特區政府憲報.   [2015-09-25]. （原始内容存档 (PDF)于2015-11-22）.
4. ↑  雷競璇、沈國祥 (编).  (PDF). 香港: 香港中文大學香港亞太研究所. 1995年: 47  [2021-09-29]. ISBN 962-441-519-6. （原始内容 (PDF)存档于2021-06-18）.
5. ↑  雷競璇、沈國祥 (编).  (PDF). 香港: 香港中文大學香港亞太研究所. 1995年: 96  [2021-09-29]. ISBN 962-441-519-6. （原始内容 (PDF)存档于2021-06-18）.
6. ↑  雷競璇、沈國祥 (编).  (PDF). 香港: 香港中文大學香港亞太研究所. 1995年: 145  [2021-09-29]. ISBN 962-441-519-6. （原始内容 (PDF)存档于2021-06-18）.
7. ↑  雷競璇、沈國祥 (编).  (PDF). 香港: 香港中文大學香港亞太研究所. 1995年: 186  [2021-09-29]. ISBN 962-441-519-6. （原始内容 (PDF)存档于2021-06-18）.
8. ↑  何俊仁. . 香港: 香港大學出版社. 2010年: 93. ISBN 978-988-8028-88-7.
9. ↑  雷競璇、沈國祥 (编).  (PDF). 香港: 香港中文大學香港亞太研究所. 1995年: 228  [2021-09-29]. ISBN 962-441-519-6. （原始内容 (PDF)存档于2021-06-18）.
10. ↑  . 立場新聞. 2019-11-24  [2020-06-16]. （原始内容存档于2020-06-17）.

1. ↑  曾振興於2011年香港區議會選舉當中曾經參選同屬屯門區議會的田景選區

## 外部連結
- 香港選舉資料匯編：1982年-1994年，雷競璇 沈國祥編 1995年出版 ISBN 962-441-519-6 （页面存档备份，存于）